# Ліси Міссісіпської низовини
Ліси Міссісіпської низовини (ідентифікатор WWF: NA0409) — неарктичний екорегіон помірних широколистяних та мішаних лісів, розташований на півдні США.

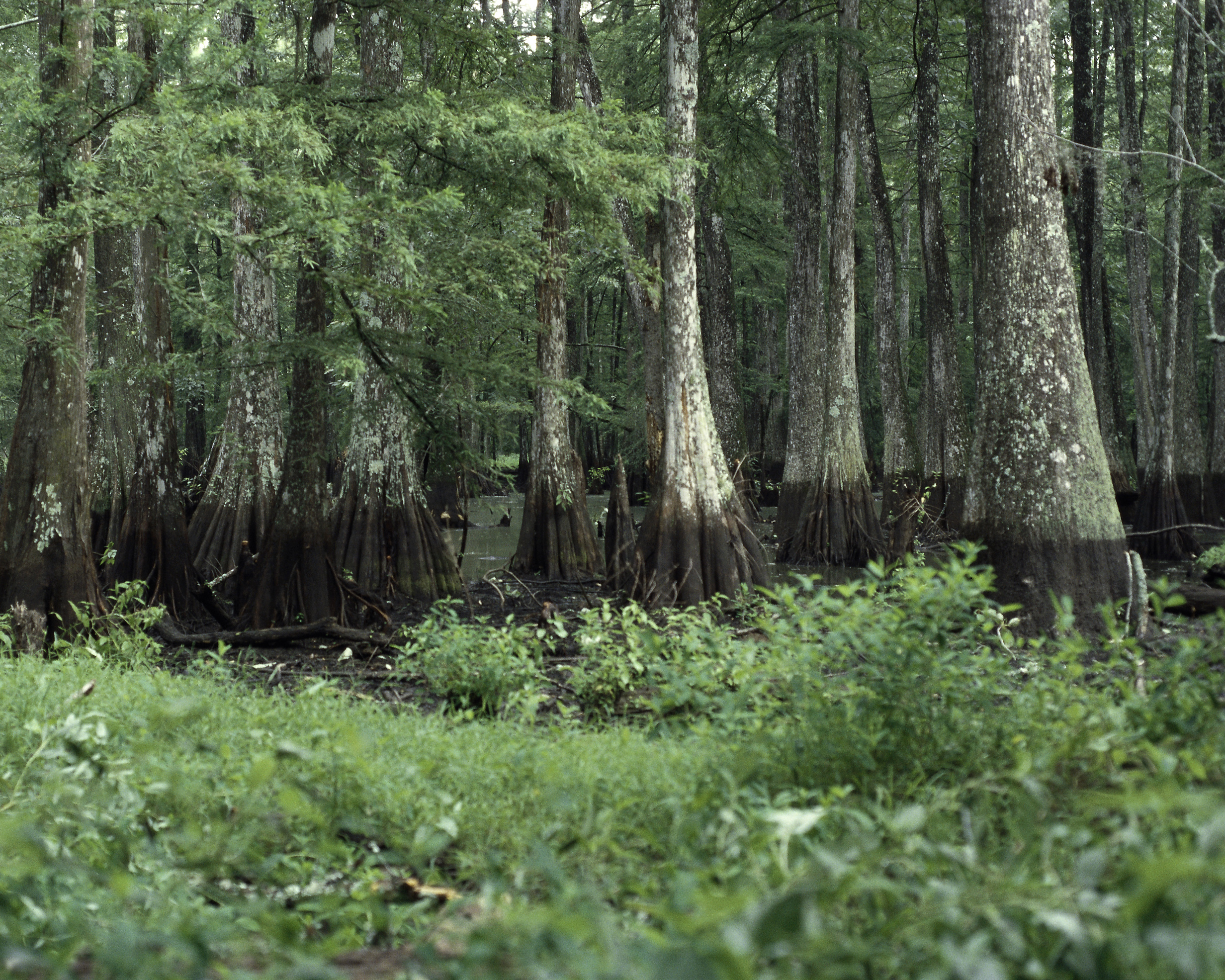
Затоплювані ліси Луїзіани

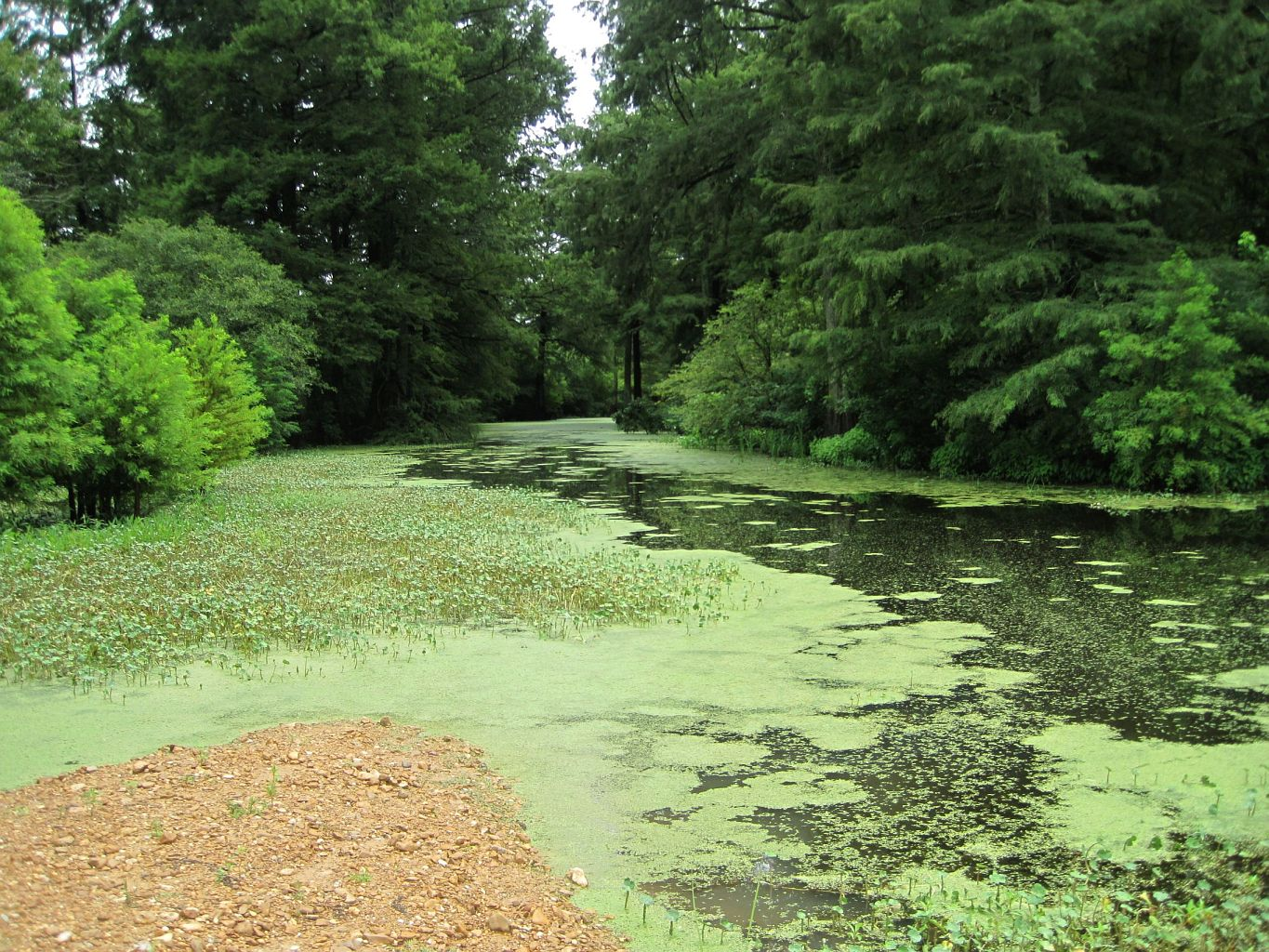
Ландшафт заповідника Національний природний заповідник Вапанокка (Арканзас)

## Географія
Екорегіон лісів Міссісіпської низовини простягається від крайнього півдня Іллінойса і південного сходу Міссурі через схід Арканзасу та захід Теннессі і Міссісіпі до Луїзіани. Він охоплює територію Міссісіпської низовини, широкої алювіальної рівнини, яка лежить на висоті нижче 100 м над рівнем моря і поступово знижується з півночі на південь. З геологічної точки зору її основу складають крейдові та кайнозойські осадові породи. По території цієї низовини протікає річка Міссісіпі, друга за довжиною (після власної притоки Міссурі) та найповноводніша річка Північної Америки. Вона бере початок на півночі Міннесоти, після чого понад 3700 км тече на південь, де впадає у Мексиканську затоку, формуючи велику дельту.
На півночі екорегіон переходить у широколистяні ліси Центральних Сполучених Штатів, на заході — у гірські ліси Озарку та у ліси Пайні-Вудсу, на сході — у мішані ліси південного сходу США, а в дельті на півдні — у прибережні луки заходу Мексиканської затоки.

## Флора
Рослинний покрив екорегіону представлений заплавними та заболоченими лісами, подібними до тих, що зустрічаються в екорегіоні прибережних лісів Середньоатлантичних Штатів. Вони помітно відрізняються від більш сухих хвойних та широколистяних лісів, поширених на навколишніх височинах.
Найважливішим фактором, який впливає на розподіл лісових угруповань регіону, є динаміка сезонних затоплень, яка впливає на кількість кисню та вологи, доступної для рослинності. Таким чином, за тривалістю гідроперіоду виділяють прирічкові заболочені ліси, низинні широколистяні заболочені ліси, затокові ліси та височинні перехідні ліси.
У прирічкових заболочених лісах, пристосованих до постійного затоплення, домінують болотяні кипариси (Taxodium distichum) та водяні тупело (Nyssa aquatica). Серед інших дерев, що зустрічаються в цих лісах, слід відзначити звичайний квітоголовник (Cephalanthus occidentalis), каролінський ясен (Fraxinus caroliniana), водяну планеру (Planera aquatica) та чорну вербу (Salix nigra).
Низинні заболочені ліси, поширені в заплавах регіону, схожі на постійно заболочені ліси, однак вирізняються більшим різноманіттям. Тут також зустрічаються водяні гікорі (Carya aquatica), червоні клени (Acer rubrum), пенсильванські ясени (Fraxinus pennsylvanica) та чорні берези (Betula nigra). В підліску заплавних лісів росте гладеньке жовтозілля (Packera glabella), плямиста розрив-трава (Impatiens capensis) та королівська папороть (Osmunda regalis).
Ліси, що ростуть в тихих заводях Міссісіпі, відомих як байю, та сезонно затоплюються водою, характеризуються ще більшим різноманіттям. В цих лісах ростуть американські амброві дерева (Liquidambar styraciflua), західні платани (Platanus occidentalis), лавролисті дуби (Quercus laurifolia) та верболисті дуби (Quercus phellos). Дерева в цих лісах часто оповиті ліанами, зокрема східним отруйним плющем (Toxicodendron radicans), укорінливою текомою (Campsis radicans) та різними видами сарсапарелі (Smilax spp.).
На лесових грядах і дюнах, які утворилися у плейстоцені, зокрема на пагорбах Кроулі, а також на природних дамбах, які затоплюються лише на короткий час під час сильних повеней, поширені перехідні ліси. Вони дуже схожі на дубово-гікорієво-соснові ліси, поширені на сусідніх височинах. Також на піднятих ділянках Міссісіпської низовини раніше зустрічалися зарості велетенської тростини (Arundinaria gigantea), різновиду американських бамбуків.
В часи останнього льодовикового періоду Міссісіпська низовина слугувала важливим шляхом, по якому поширювалися різні види рослин і тварин. Таким чином, у флорі регіону спостерігається змішання низинних та височинних видів. Коли в регіон прибули європейські колоністи, вони побачили найбільші масиви внутрішніх водно-болотних угідь в США. У заплавах Міссісіпі росли пишні кипарисові ліси, вік яких зазвичай становив 400-600 років. За останні століття більшість лісів регіону були вирубані, і залишилося лише кілька дерев віком понад 200 років.

## Фауна
В межах екорегіону зустрічаються 62 види ссавців та 222 види птахів. Серед поширених в регіоні ссавців слід відзначити білохвостого оленя (Odocoileus virginianus), луїзіанського барибала (Ursus americanus luteolus), койота (Canis latrans), звичайну лисицю (Vulpes vulpes), сіру лисицю (Urocyon cinereoargenteus), руду рись (Lynx rufus), луїзіанського скунса (Mephitis mephitis mesomelas), флоридського кролика (Sylvilagus floridanus), водяного кролика (Sylvilagus aquaticus), сіру вивірку (Sciurus carolinensis), лисячу вивірку (Sciurus niger), звичайного ракуна (Procyon lotor), південну літягу (Glaucomys volans), віргінського опосума (Didelphis virginiana) та дев'ятипоясного броненосця (Dasypus novemcinctus). На берегах річок та озер поширені канадські бобри (Castor canadensis), канадські видри (Lontra canadensis), річкові візони (Neogale vison) та болотяні ондатри (Ondatra zibethicus). Руді вовки (Canis rufus) та північноамериканські пуми (Puma concolor couguar) були винищені в регіоні.
Серед поширених в екорегіоні птахів слід відзначити великого індика (Meleagris gallopavo), північну зенаїду (Zenaida macroura), північного кукліло (Coccyzus americanus), скопу (Pandion haliaetus), білоголового орлана (Haliaeetus leucocephalus), світлоголового шуліку (Ictinia mississippiensis), американську чепуру (Egretta thula), чорногорлого квака (Nyctanassa violacea), північного рибалочку-чубаня (Megaceryle alcyon), рубіновогорлого колібрі (Archilochus colubris), берегову ворону (Corvus ossifragus), річкову білозорку (Tachycineta bicolor), чорногорлу болотянку (Setophaga citrina) та бурого пісняра (Limnothlypis swainsonii). В затоплюваних лісах з густим бамбуковим підліском раніше гніздилися жовті червоїди (Vermivora bachmanii), однак ці птахи, ймовірно, вимерли, і востаннє спостерігалися у 1988 році. Великодзьобі дятли-кардинали (Campephilus principalis) також вважаються вимерлими, однак деякі свідчення вказують на те, що ці птахи могли зберегтись у заплавних лісах Луїзіани.
Через територію екорегіону проходить Міссісіпський пролітний шлях, яким щороку мігрують близько 40 % всіх качок та куликів Північної Америки. Багато водоплавних та коловодних птахів, таких як канадські журавлі (Antigone canadensis), американські слукви (Scolopax minor), вухаті баклани (Nannopterum auritum), звичайні крижні (Anas platyrhynchos), каролінки (Aix sponsa) та жовтоокі крехи (Lophodytes cucullatus), зимують на водно-болотних угіддях регіону. Також на болотах регіону мешкають кайманові черепахи (Chelydra serpentina), грифові черепахи (Macrochelys temminckii) та міссісіпські алігатори (Alligator mississippiensis).

## Збереження
Екорегіон лісів Міссісіпської низовини є одним з найбільш постраждалих у Північній Америці внаслідок людського втручання. Понад 90 % заплавних лісів регіону деградували або були повністю знищені та перетворені на сільськогосподарські угіддя, де вирощується соя. Гідрологічні зміни, пов'язані з будівництвом дамб для захисту від повеней, призвели до зменшення площі затоплюваних територій на 50-90 %, що негативно вплинуло на популяції мігруючих птахів. Заплавні ліси збереглися переважно у найбільш вологих районах, не придатних для ведення сільського господарства.
Оцінка 2017 року показала, що 5165 км², або 5 % екорегіону, є заповідними територіями. Природоохоронні території включають: Національний природний заповідник Сайпресс-Крік в Іллінойсі, Національний природний заповідник Мінго в Міссурі, Державний парк озера Рілфут, Національний природний заповідник Чікасо та Державний парк Міман-Шелбі в Теннессі, Національний ліс Сент-Френсіс, Національний природний заповідник Білої річки, Національний природний заповідник Великого озера та Національний природний заповідник Вапанокка в Арканзасі, Національний ліс Дельта, Дагомейський національний природний заповідник та Державний парк Грейт-Рівер-Роад в Міссісіпі, а також Національний природний заповідник Атчафалая, Національний природний заповідник річки Тенсас, Національний природний заповідник Байю-Кокодрі та Національний природний заповідник озера Офелія в Луїзіані.